# Toni Fruk
Toni Fruk (Našice, 9 marzo 2001) è un calciatore croato, centrocampista del Rijeka.

## Carriera

### Club
Nato in Croazia, cresce calcisticamente in Belgio nelle giovanili del R.E. Mouscron. Il 29 gennaio 2019 viene acquistato dalla Fiorentina, con il quale firma un contratto fino al 2021, venendo aggregato alla formazione Primavera.
Non riuscendo a trovare spazio in prima squadra, il 14 ottobre 2020 viene ceduto in prestito al Dubrava, formazione della seconda divisione croata, per l'intera stagione.
Il 24 giugno 2021 viene prestato all'HNK Gorica, società militante nella massima serie croata, per una stagione.
Il 12 luglio 2023 viene ceduto a titolo definitivo al Rijeka.

### Nazionale
Tra il 2016 ed il 2018 ha collezionato 19 presenze con la nazionale croata Under-17, mentre nel 2021 ha esordito con la nazionale croata Under-21, con la quale nel 2023 ha partecipato agli Europei di categoria.
Il 3 marzo 2025 viene convocato per la prima volta in nazionale maggiore.

## Statistiche

### Presenze e reti nei club
Statistiche aggiornate al 24 aprile 2022.
| Stagione        | Squadra         | Campionato      | Campionato | Campionato | Coppe nazionali | Coppe nazionali | Coppe nazionali | Coppe continentali | Coppe continentali | Coppe continentali | Altre coppe | Altre coppe | Altre coppe | Totale | Totale |
| Stagione        | Squadra         | Comp            | Pres       | Reti       | Comp            | Pres            | Reti            | Comp               | Pres               | Reti               | Comp        | Pres        | Reti        | Pres   | Reti   |
| --------------- | --------------- | --------------- | ---------- | ---------- | --------------- | --------------- | --------------- | ------------------ | ------------------ | ------------------ | ----------- | ----------- | ----------- | ------ | ------ |
| 2020-2021       | Dubrava         | 2.HNL           | 24         | 8          | CC              | 0               | 0               |                    | -                  | -                  |             | -           | -           | 24     | 8      |
| 2021-2022       | HNK Gorica      | 1.HNL           | 25         | 4          | CC              | 3               | 0               |                    | -                  | -                  |             | -           | -           | 28     | 4      |
| Totale carriera | Totale carriera | Totale carriera | 49         | 12         |                 | 3               | 0               |                    | -                  | -                  |             | -           | -           | 52     | 12     |

## Palmarès
- Campionato croato: 1

Rijeka: 2024-2025
- Coppa di Croazia: 1

Rijeka: 2024-2025